# Católicos críticos
Se conoce como católicos críticos o protestantes católicos a aquellos miembros de la Iglesia católica que sin contradecir ningún dogma de fe, cuestiona algunas de las enseñanzas, actuaciones, o sectores de la Iglesia. Este tipo de críticas están completamente permitidas por la Iglesia, siempre que no cuestionen nada de la base de la doctrina católica (Dogmas de Fe). 
Las separaciones de cristianos de la Iglesia católica durante la Reforma protestante ocurrieron porque algunos católicos críticos pusieron en duda y negaron alguno de estos dogmas:
- Martín Lutero negó la inefabilidad y el poder del papa, así como varios sacramentos e inició la Reforma luterana.
- El rey Enrique VIII se autoproclamó Jefe Supremo de la Iglesia de Inglaterra, dando lugar a la Reforma anglicana.
- Juan Calvino, Guillaume Farel, y otros protestantes suizos también negaron los dogmas sobre los sacramentos, sobre la Iglesia,... sentando las bases del calvinismo.
- Ferenc Dávid y sus compañeros húngaros sumaron a las críticas de Martín Lutero la negación del Dogma de la Santísima Trinidad, fundando el unitarismo.